# Белая Гора (Донецкая область)
Белая Гора (укр. Біла Гора) — село в Константиновской городской общине Краматорского района Донецкой области Украины.

## Общие сведения
Население по переписи 2001 года составляло 78 человек. Почтовый индекс — 85142. Телефонный код — 6272.
26 августа 2024 года село было включено в список зоны обязательной эвакуации сообщил глава Донецкой ОВА Вадим Филашкин.